# Ceanothus verrucosus
Ceanothus verrucosus är en brakvedsväxtart som beskrevs av Thomas Nuttall. Ceanothus verrucosus ingår i släktet Ceanothus och familjen brakvedsväxter. Inga underarter finns listade i Catalogue of Life.